# Список линкоров по странам
В список вошли линейные корабли дредноутного типа, супердредноуты и линкоры постройки после 1920 года вплоть до завершения постройки и службы это класса кораблей. Не указаны линейные броненосцы и линейные крейсера.

## Австро-Венгрия
- Линейные корабли типа «Вирибус Унитис»: 4 ед.
  - «Вирибус Унитис»
  - «Тегетгоф»
  - «Принц Ойген»
  - «Сент-Иштван»
- Линейные корабли типа «Эрзац Монарх»: 0+4 ед.
  - «Линкор VIII» (не закладывался)
  - «Линкор IX» (не закладывался)
  - «Линкор X» (не закладывался)
  - «Линкор XI» (не закладывался)

## Аргентина
- Линейные корабли типа «Ривадавия»: 2+1 ед.
  - «Ривадавия»
  - «Морено»
  - Третий линкор не закладывался

## Бразилия
- Линейные корабли типа «Минас Жерайс»: 2 ед.
  - «Минас-Жерайс»
  - «Сан-Паулу»
- «Рио-де-Жанейро» (см. «Эджинкорт»)
- «Риашуэло» (не закладывался)

## Великобритания

### Несерийные дредноуты

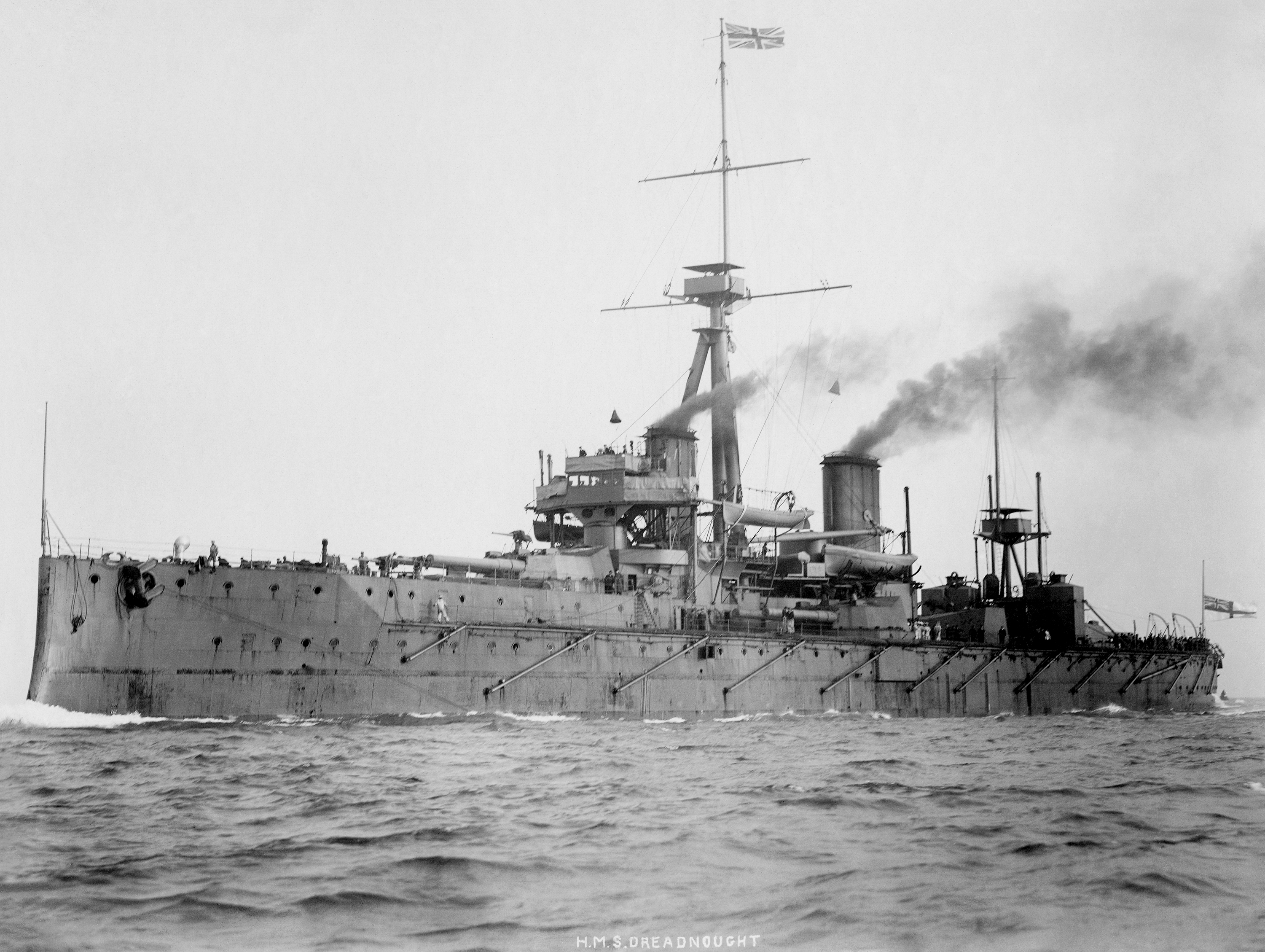
«Дредноут»

- «Дредноут» (вошёл в строй,1906)
- «Нептун» (1911)
- «Эджинкорт» (03.VIII.1914)
- «Эрин» (22.VIII.1914)
- «Канада» (1915)
- «Вэнгард» (1946)

### Серийные дредноуты
- Линейные корабли типа «Беллерофон»: 3 ед.
  - «Беллерофон(т)» (вошёл в строй, 1909)
  - «Темерер» (1909)
  - «Сьюперб» (1909)

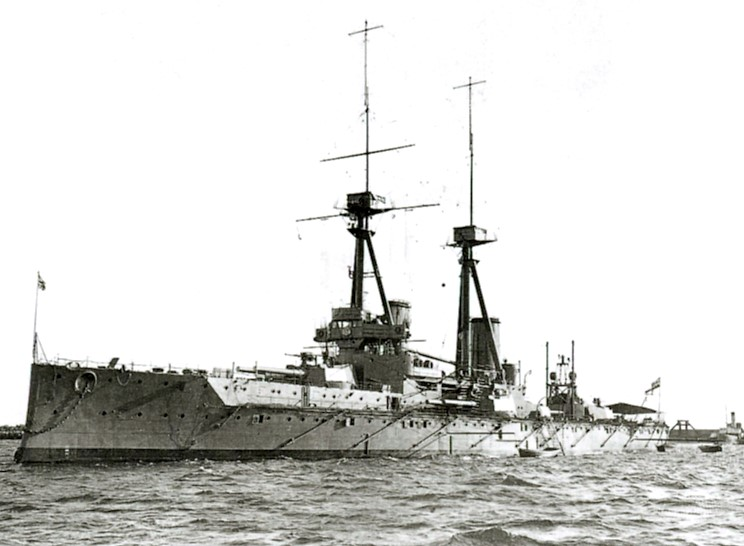
«Беллерофон»

- Линейные корабли типа «Сент-Винсент»: 3 ед.
  - «Сент-Винсент» (вошёл в строй, 1909)
  - «Коллингвуд» (1910)
  - «Вэнгард» (1910) (затонул в Скапа-Флоу в 1917 г. от взрыва боезапаса)
- Линейные корабли типа «Колоссус»: 2 ед.
  - «Колоссус» (вошёл в строй, 1911)
  - «Геркулес» (1911)
- Линейные корабли типа «Орион»: 4 ед.
  - Орион (вошёл в строй, 1912)
  - «Монарх» (1912)
  - «Конкерор» (1912)
  - «Тандерер» (1912)
- Линейные корабли типа «Кинг Джордж V» (1911): 4 ед.
  - «Кинг Джордж V» (вошёл в строй, 1912)
  - «Центурион» (1913)
  - «Одейшес» (1913) (затонул, в 1914 г.)
  - «Аякс» (1913)

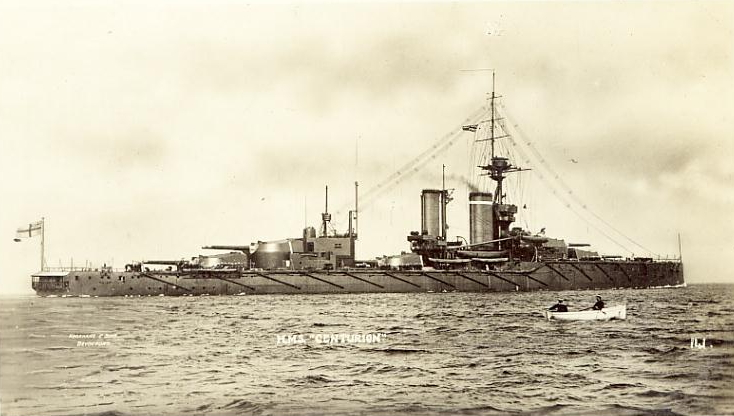
«Центурион»

- Линейные корабли типа «Айрон Дюк»: 4 ед.
  - «Айрон Дюк» (вошёл в строй, 12.ІІІ.1914)
  - «Мальборо» (12.VI.1914)
  - «Бенбоу» (13.X.1914)
  - «Имперор оф Индиа» (13.XI.1914)
- Линейные корабли типа «Куин Элизабет»: 5+1 ед.
  - «Куин Элизабет» (вошёл в строй, 22.ХІІ.1914)
  - «Уорспайт» (1915)
  - «Бархэм» (1915) (потоплен в 1941 г.)
  - «Вэлиант» (1916)
  - «Малайя» (1916)
  - «Эджинкорт», не достроен
- Линейные корабли типа «Ревендж»: 5+3 ед.
  - «Роял Оук» (вошёл в строй, 1916) (потоплен в 1939 г.)
  - «Роял Соверен» (1916))
  - «Ревендж» (1916)
  - «Резолюшн» (1916)
  - «Рамиллиес» (1917)
  - «Ринаун» (1916 г.) (перестроен на стапеле, в строй вошёл как линейный крейсер)
  - «Рипалс» (1916 г.) (перестроен на стапеле, в строй вошёл как линейный крейсер, потоплен в 1941 г.)
  - «Резистенс» (планировался к переделке в линейный крейсер, не достроен)
- Линейные корабли типа «Нельсон»: 2 ед.
  - «Нельсон» (вошёл в строй, 1927)
  - «Родней» (1927)
- Линейные корабли типа «Кинг Джордж V» (1939): 5 ед.
  - «Кинг Джордж V» (вошёл в строй, 1940)
  - «Принц Уэльский» (1941), (потоплен в 1941 г. вместе с Рипалс)
  - «Дюк оф Йорк» (1941)
  - «Энсон» (1942)
  - «Хоу» (1942)
- Линейные корабли типа «Лайон»: 1+3 ед.
  - «Лайон» (не закончен)
  - «Тэмерер» (не закончен)
  - «Конкерор» (планировался)
  - «Тандерер» (планировался)

## Германия
- Линейные корабли типа «Нассау»: 4 ед.
  - «Нассау» (1907)
  - «Вестфален» (1907)
  - «Рейнланд» (1907)
  - «Позен» (1907)
- Линейные корабли типа «Остфрисланд»: 4 ед.
  - «Остфрисланд» (1908)
  - «Гельголанд» (1909)
  - «Тюринген» (1909)
  - «Ольденбург» (1910)
- Линейные корабли типа «Кайзер»: 5 ед.
  - «Кайзер» (1911)
  - «Фридрих дер Гроссе» (1911)
  - «Кайзерин» (1911)
  - «Кёниг Альберт» (1912)
  - «Принц-регент Луитпольд» (1912)
- Линейные корабли типа «Кёниг»: 4 ед.
  - «Кёниг» (1913)
  - «Гроссер Курфюрст» (1913)
  - «Маркграф» (1913)
  - «Кронпринц» (1914)
- Линейные корабли типа «Байерн»: 2+2 ед.
  - «Байерн» (1915)
  - «Баден» (1915)
  - «Заксен» (1914) (разобран в 1921)
  - «Вюртемберг» (1915) (разобран в 1921)
- Линейные корабли проекта «L-20» (не закладывались)
- Линейные корабли типа «Шарнхорст»: 2 ед.
  - Гнайзенау (1936)
  - Шарнхорст (1936)
- Линейные корабли типа «Бисмарк»: 2+2 ед.
  - «Бисмарк» (1939)
  - «Тирпиц» (1939)
- Линейные корабли типа «H»: 0+6 ед.
  - «H» (1939) (разобран в 1939)
  - «J» (1939) (разобран в 1939)
  - «K» (не закладывался)
  - «L» (не закладывался)
  - «M» (не закладывался)
  - «N» (не закладывался)
- Линейные корабли типа H-44 (не закладывались)

## Греция
- Линейные корабли типа «Саламис»: 1 ед.
  - «Саламис», не достроен
- Линейные корабли типа «Василевс Константинос»: 2 ед., не достроены

## Испания
- Линейные корабли типа «Эспанья»: 3 ед.
  - «Эспанья» (1912)
  - «Альфонсо XII» (1913)
  - «Хайме I» (1913)
- Линейные корабли типа «Рейна Виктория Еугения»: 0+4 ед.
  - A (не закладывался)
  - B (не закладывался)
  - C (не закладывался)
  - D (не закладывался)

## Италия
- Линейные корабли типа «Данте Алигьери» (1 ед.)
  - «Данте Алигьери» (1910)
- Линейные корабли типа «Конте ди Кавур»: 3 ед.
  - «Конте ди Кавур» (1911)
  - «Джулио Чезаре» (1911)
  - «Леонардо да Винчи» (1911)
- Линейные корабли типа «Андреа Дориа»: 2 ед.
  - «Андреа Дориа» (1913)
  - «Кайо Дуилио» (1913)
- Линейные корабли типа «Франческо Караччоло»: 0+4 ед.
  - «Франческо Коррачиоло» (спущен в 1920 г., но не был достроен)
  - «Кристофоро Коломбо» (заложен, но не достроен)
  - «Маркантонио Колонна» (не закладывался)
  - «Франческо Морозини» (не закладывался)
- Линейные корабли типа «Витторио Венето»: 3+1 ед.
  - «Виттори Венетто» (1937)
  - «Литторио» (1937)
  - «Рома» (1940)
  - «Империо» (спущен на воду в 1939, не достроен)

## Российская империяиСоветский Союз
- Линейные корабли типа «Севастополь»: 4 ед.
  - «Севастополь» (1911)
  - «Петропавловск» (1911)
  - «Полтава» (1911)
  - «Гангут» (1911)

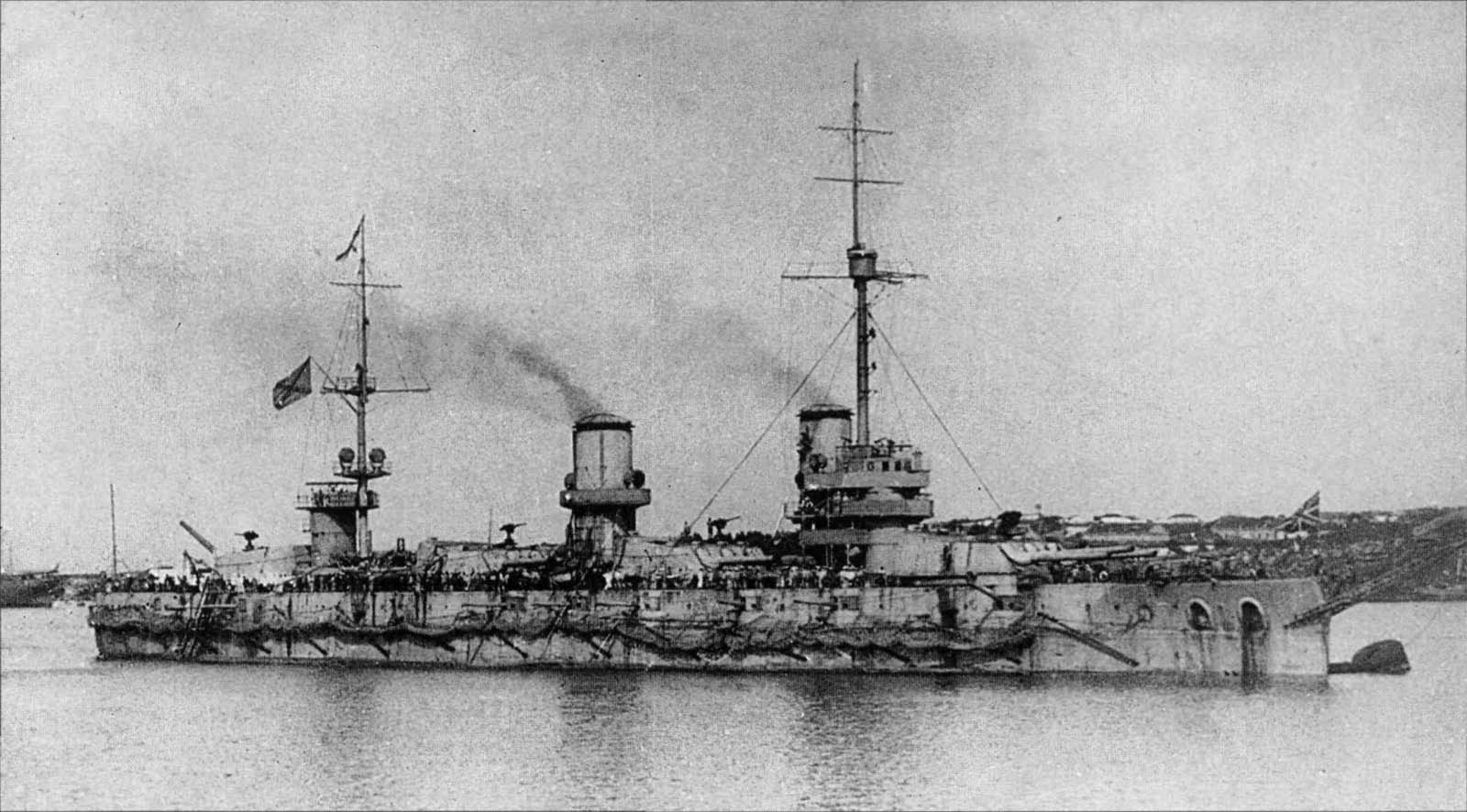
«Императрица Мария»

- Линейные корабли типа «Императрица Мария»: 3+1 ед.
  - «Императрица Мария» (1913)
  - «Екатерина Великая» (1914)
  - «Император Александр III» (1914)
  - «Император Николай I» (спущен на воду в 1916, не достроен)
- Линейные крейсера типа «Измаил»: 0+4 ед.
  - «Измаил» (спущен на воду, не достроен)
  - «Кинбурн» (спущен на воду, не достроен)
  - «Бородино» (спущен на воду, не достроен)
  - «Наварин» (спущен на воду, не достроен)
- Линейные корабли типа «Советский Союз»: 0+4 ед.
  - «Советский Союз» (не достроен)
  - «Советская Украина» (не достроен)
  - «Советская Белоруссия» (не достроен)
  - «Советская Россия» (не достроен)
- «Архангельск» («Ройял Соверин»)
- «Новороссийск» («Джулио Чезаре»)

## США
- Линейные корабли типа «Южная Каролина»: 2 ед.
  - «Южная Каролина» (BB-26)
  - «Мичиган» (BB-27)
- Линейные корабли типа «Делавэр»: 2 ед.
  - «Делавэр»
  - «Северная Дакота (BB-29)»
- Линейные корабли типа «Флорида»: 2 ед.
  - «Флорида (BB-30)»
  - «Юта (BB-31)»
- Линейные корабли типа «Вайоминг»: 2 ед.
  - «Арканзас (BB-33)», (1911 — 29.7.1946, затоплен)
  - «Вайоминг», BB-32 (1911, (с 1931 года — учебный корабль) — 1947)
- Линейные корабли типа «Нью-Йорк»: 2 ед.
  - «Нью-Йорк», BB-34 (1912 — 8.7.1948, затоплен)
  - «Texas», BB-35 (1912—1948, корабль-музей)
- Линейные корабли типа «Невада»: 2 ед.
  - «Невада (BB-36)», (1914 — 31.7.1948, затоплен)
  - «Оклахома» (BB-37), (1914 — 7.12.1941, погиб)
- Линейные корабли типа «Пенсильвания»: 2 ед.
  - «Пенсильвания», BB-38 (1915—1948, исключен)
  - «Аризона (BB-39)», (1915 — 7.12.1941, погиб)
- Линейные корабли типа «Нью-Мексико»: 3 ед.
  - «Нью-Мексико» BB-40 (1917—1947, исключен)
  - «Миссисипи (BB-41)», (1917—1956, исключен)
  - «Айдахо (BB-42)», (1917—1947, исключен)
- Линейные корабли типа «Теннесси»: 2 ед.
  - «Теннеси (BB-43)», (1919—1959, исключен)
  - «Калифорния (BB-44)», (1919—1959, исключен)
- Линейные корабли типа «Колорадо»: 4 ед.
  - «Колорадо (BB-45)», (1921—1959, исключен)
  - «Мэриленд», BB-46 (1920—1959, исключен)
  - «Вашингтон», BB-47 (1921—1924, не достроен)
  - «Вест Вирджиниа», BB-48 (1921—1959, исключен)
- Линейные корабли типа «Саут Дакота» (1920): 6 ед.
  - «Саут Дакота», BB-49, не построен
  - «Индиана», BB-50, не построен
  - «Монтана», BB-51, не построен
  - «Северная Каролина», BB-52, не построен
  - «Айова», BB-53, не построен
  - «Массачусетс», BB-54, не построен
- Линейные корабли типа «Северная Каролина»: 2 ед.
  - «Норт Кэролайн» (BB-55), (1940—1961, корабль-музей)
  - «Вашингтон», BB-56 (1940—1961, исключен)
- Линейные корабли типа «Саут Дакота» (1939): 4 ед.
  - «Саут Дакота», BB-57, (1941—1962, исключен)
  - «Индиана (BB-58)», , (1941—1962, исключен)
  - «Массачусетс (BB-59)», (1941—1965, корабль-музей)
  - «Алабама», BB-60, (1941—1964, корабль-музей)
- Линейные корабли типа «Айова»: 6 ед.
  - «Айова» (BB-61)
  - «Нью-Джерси» (BB-62)
  - «Миссури» (BB-63)
  - «Висконсин» (BB-64)
  - «Иллинойс» — не построен
  - «Кентукки» — не построен
- Линейные корабли типа «Монтана»: 0+5 ед.
  - «Монтана» (BB-67), (заложен в 1941, не достроен)
  - «Огайо», BB-68 (заложен в 1941, не достроен)
  - «Мэн», BB-69 (не закладывался)
  - «Нью-Гэмпшир», BB-70 (не закладывался)
  - «Луизиана», BB-71 (не закладывался)

## Турция
- Линейные корабли типа «Решад V»: 2 ед.
  - «Решад V»
  - «Решад и Хамисс».

## Франция
- Линейные корабли типа «Курбэ»
  - «Курбэ»
  - «Жан Бар»
  - «Франс»
  - «Париж»

- Линейные корабли типа «Бретань»
  - «Бретань»
  - «Прованс»
  - «Лорьян»

- Линейные корабли типа «Дюнкерк»
  - «Дюнкерк»
  - «Страсбур»

- Линейные корабли типа «Ришельё»
  - «Ришельё»
  - «Жан Бар»
  - «Клемансо»

## Чили
- - «Альмиранте Латорре»
  - «Альмиранте Кохрейн» (см. «Игл»)

## Япония
- Линейные корабли типа «Кавати»
  - «Кавати»
  - «Сэтцу»
- Линейные корабли типа «Фусо»
  - «Фусо»
  - «Ямасиро»
- Линейные корабли типа «Исэ»
  - «Исэ» (1916)
  - «Хюга» (1917)
- Линейные корабли типа «Нагато»
  - «Нагато» (1919)
  - «Муцу» (1920)
- Линейные корабли типа «Тоса»
  - «Тоса» (1921, не достроен)
  - «Кага» (1921, перестроен в авианосец)
- Линейные корабли типа «Кии» (не закладывались)
- Линейные корабли типа «Ямато»: 2+2 ед.
  - «Ямато»
  - «Мусаси»